# Џоко Видодо
Џоко Видодо (рођен као Мулјоно; 21. јун 1961), познат као Џокови, индонежански је политичар који је био председник Индонезије од 2014. до 2024. године. Пре председничког мандата био је градоначелник Суракарте (2005—2012) и гувернер Џакарте (2012—2014).